# O du, vars kärlek sig förklarar
O du, vars kärlek sig förklarar är en psalmtext för vigsel skriven av Johan Olof Wallin. 
Melodin i 1819 års psalmbok (D-dur, 2/4) är komponerad av J.C.F. Haeffner. 
|  |
|  |

## Publicerad i
- 1819 års psalmbok som nr 336 under rubriken "Makar, föräldrar, barn: Vid brudvigsel ".